# Gimnastika na Poletnih olimpijskih igrah 1904
Gimnastika na Poletnih olimpijskih igrah 1904. Tekmovanja so potekala v enajstih disciplinah za moške med 1. in 2. julijem ter 29. oktobra 1904 v St. Louisu, udeležilo se jih je 119 telovadcev iz treh držav.

## Dobitniki medalj
| Disciplina       | Zlato | Srebro | Bron |
| Mnogoboj         | Julius Lenhart (USA) | Wilhelm Weber (GER) | Adolf Spinnler (SUI) |
| Kombinacija      | Anton Heida (USA) | George Eyser (USA) | William Merz (USA) |
| Troboj           | Adolf Spinnler (SUI) | Julius Lenhart (USA) | Wilhelm Weber (GER) |
| Ekipno           | ZDA · Philadelphia Turngemeinde · John Grieb · Anton Heida · Max Hess · Philip Kassel · Julius Lenhart · Ernst Reckeweg | ZDA · New York Turnverein · Emil Beyer · John Bissinger · Arthur Rosenkampff · Julian Schmitz · Otto Steffen · Max Wolf | ZDA · Central Turnverein, Chicago · John Duha · Charles Krause · George Mayer · Robert Maysack · Philip Schuster · Edward Siegler |
| Bradlja          | George Eyser (USA) | Anton Heida (USA) | John Duha (USA) |
| Drog             | Anton Heida (USA) · Edward Hennig (USA)                                                                                 | | George Eyser (USA) |
| Preskok          | George Eyser (USA) · Anton Heida (USA)                                                                                  | | William Merz (USA) |
| Konj z ročaji    | Anton Heida (USA) | George Eyser (USA) | William Merz (USA) |
| Krogi            | Herman Glass (USA) | William Merz (USA) | Emil Voigt (USA) |
| Plezanje po vrvi | George Eyser (USA) | Charles Krause (USA) | Emil Voigt (USA) |
| Vihtenje kija    | Edward Hennig (USA) | Emil Voigt (USA) | Ralph Wilson (USA) |

## Medalje po državah
| Poz | Država  | Zlato | Srebro | Bron | Skupaj |
| 1   | ZDA     | 12    | 8      | 9    | 29     |
| 2   | Švica   | 1     | 0      | 1    | 2      |
| 3   | Nemčija | 0     | 1      | 1    | 2      |

## Zastopane države
- Nemčija (7)
- Švica (1)
- ZDA (111)